# NGC 2022
NGC 2022 је планетарна маглина у сазвежђу Орион која се налази на NGC листи објеката дубоког неба.
Деклинација објекта је + 9° 5' 12" а ректасцензија 5h 42m 6,2s. Привидна величина (магнитуда) објекта NGC 2022 износи 11,6 а фотографска магнитуда 12,4. NGC 2022 је још познат и под ознакама PK 196-10.1, CS=15.2.